# Малдарешти (Малдарешти)
Малдарешти (рум. Măldăreşti) насеље је у Румунији у округу Валча у општини Малдарешти. Oпштина се налази на надморској висини од 405 m.

## Становништво
Према подацима из 2002. године у насељу је живело 2069 становника, од којих су сви румунске националности.

### Хронологија
| Година       | 1992 | 1993 | 1994 | 1995 | 1996 | 1997 | 1998 | 1999 | 2000 | 2001 | 2002 | 2003 | 2004 | 2005 | 2006 | 2007 | 2008 | 2009 | 2010 | 2011 | 2012 | 2013 | 2014 | 2015 | 2016 | 2017 |
| ------------ | ---- | ---- | ---- | ---- | ---- | ---- | ---- | ---- | ---- | ---- | ---- | ---- | ---- | ---- | ---- | ---- | ---- | ---- | ---- | ---- | ---- | ---- | ---- | ---- | ---- | ---- |
| Становништво | 2099 | 2118 | 2122 | 2112 | 2114 | 2112 | 2106 | 2071 | 2061 | 2072 | 2076 | 2060 | 2048 | 2023 | 2005 | 2009 | 1980 | 1985 | 1983 | 1980 | 1993 | 1982 | 1992 | 1999 | 1985 | 1977 |